# Fluoman
Pour les articles homonymes, voir Tricon.
Fluoman, de son vrai nom Antoine Tricon, est un artiste peintre français né le 6 janvier 1952 dans le 8e arrondissement de Paris et mort le 23 novembre 2005 dans le 4e arrondissement de Marseille. Il tient son nom d'artiste de la technique picturale qu'il a utilisée pour ses œuvres (environ 500), il peignait à l'acrylique fluorescente donnant de multiples visions possibles à ses tableaux, soit à la lumière naturelle ou encore éclairée à la lumière noire, faisant ressortir des contrastes différents. La majorité de ses œuvres ont pour sujet l'Afrique et le reggae. Il a notamment peint une murale au studio de Bob Marley et a conçu de nombreuses pochettes d'albums de reggae (Culture, Yabby You, etc.). Il participe à la création du label Jah Live.